# Neoacanthococcus tamaricicola
Neoacanthococcus tamaricicola är en insektsart som beskrevs av Borchsenius 1948. Neoacanthococcus tamaricicola ingår i släktet Neoacanthococcus och familjen filtsköldlöss.
Artens utbredningsområde är Turkmenistan. Inga underarter finns listade i Catalogue of Life.